# (33822) 2000 AA231
2000 AA231 (asteroide 33822) é um asteroide troiano de Júpiter. Possui uma excentricidade de 0.16428770 e uma inclinação de 17.35736º.
Este asteroide foi descoberto no dia 4 de janeiro de 2000 por LONEOS em Anderson Mesa.